# AFI Members' Choice Award
L’AFI Members' Choice Award est une récompense cinématographique australienne spéciale décernée chaque année depuis 2009 par l'Australian Academy of Cinema and Television Arts, laquelle décerne également tous les autres AACTA Awards. Son intitulé est resté le même malgré le changement d'organisation de la cérémonie après la fin des Australian Film Institute Awards (AFI Awards), remplacés par les AACTA Awards en 2012.

## Palmarès

### Années 2000
- 2009 : Samson et Delilah (Samson and Delilah) – produit par Kath Shelper
  - Australia – produit par Baz Luhrmann, G. Mac Brown et Catherine Knapman
  - Balibo – produit par Anthony LaPaglia, John Maynard, Dominic Purcell et Rebecca Williamson
  - Beautiful Kate – produit par Bryan Brown et Leah Churchill-Brown
  - Mao's Last Dancer – produit par Jane Scott
  - Mary et Max (Mary and Max) – produit par Melanie Coombs

### Années 2010
- 2010 : Animal Kingdom – produit par Liz Watts
  - Bran Nue Dae – produit par Robyn Kershaw et Graeme Isaac
  - Bright Star – produit par Jan Chapman et Caroline Hewitt
  - Commandos de l'ombre (Beneath Hill 60) – produit par Bill Leimbach
  - The Boys Are Back – produit par Greg Brenman et Timothy White
  - Demain, quand la guerre a commencé (Tomorrow, When the War Began) – produit par Andrew Mason et Michael Boughen
- 2012 : Red Dog – produit par Nelson Woss and Julie Ryan
  - The Eye of the Storm – produit par Antony Waddington, Gregory J. Read et Fred Schepisi
  - The Hunter – produit par Vincent Sheehan
  - Mad Bastards – produit par David Jowsey, Alan Pigram, Stephen Pigram et Brendan Fletcher
  - Oranges and Sunshine – produit par Camilla Bray, Emile Sherman et Iain Canning
  - Les Crimes de Snowtown (Snowtown) – produit par Anna McLeish et Sarah Shaw
- 2013 : non décerné